# Hykkara
Hykkara war in der Antike ein sikanischer Ort auf Sizilien.
Hykkara befand sich an der Nordküste Siziliens, etwa 20 Kilometer westlich von Panormos, dem heutigen Palermo, auf dem Monte D'Oro, nördlich von Montelepre. Im Jahr 415 v. Chr., während des Peloponnesischen Krieges, wurde die Stadt von Athenern erobert, da sie der Stadt Segesta, die mit Athen verbündet war, feindlich gegenüberstand. Die Einwohner wurden versklavt. Bekannt ist der Ort vor allem für die spätere Hetäre Lais. Heute befinden sich noch einige Ruinen beim Ort Carini. Hykkara war Sitz eines Bischofs; auf das Bistum geht das Titularbistum Hyccarum der römisch-katholischen Kirche zurück.
Um den Ursprung des Namens Hykkara zu erklären, griffen lokale Schriftsteller auf eine Legende zurück, nach der der mythische König Kokalos den Daidalos mit dem Bau der Stadt beauftragt habe, um seine Macht über Segesta sichern zu können. Daidalos gab der Stadt ihren Namen, um seinen Sohn Ikarus damit zu ehren. Andere, wie der griechische Historiker Timaios von Tauromenion, führten den Namen auf eine Fischart namens Hykas (oder Ikkaron) zurück, die im Meer nahe der Stadt zu finden gewesen sein soll.